# Gendarmenmarkt
Gendarmenmarkt räknas ofta som ett av Berlins vackraste torg och är beläget i stadsdelen Mitte. Vid torget ligger bland annat Franska och Tyska kyrkan, Berlins konserthus och en staty av den tyske poeten Friedrich Schiller. Namnet Gendarmenmarkt kommer från det regemente, Gens d'Armes, som var beläget vid torget fram till 1773.
Under andra världskriget förstördes de flesta byggnaderna på och kring torget men numera är alla byggnaderna återuppbyggda i sin ursprungliga glans.

## Franska kyrkan
Franska Kyrkan (på tyska: Französicher Dom) är den äldre av de två kyrkorna och byggdes av hugenotterna mellan 1701 och 1705. Kyrkan var inspirerad av den förstörda hugenottkyrkan i Charenton-Saint-Maurice i Frankrike. Tornet är ritat av Carl von Gontard och byggdes till först år 1785. Franska kyrkan innehåller en utsiktsbalkong, en restaurang och ett hugenottmuseum.

## Tyska Kyrkan
Tyska Kyrkan (på tyska: Deutscher Dom) är belägen i södra änden av Gendarmenmarkt. Den är ritad av Martin Grünberg och byggdes 1708 av Giovanni Simonetti. 1785 modifierades kyrkan av Carl von Gontard och fick sitt torn. Tyska Kyrkan förstördes helt och hållet under andra världskriget av en eldsvåda 1945. Efter tyska återföreningen byggdes kyrkan upp igen åren 1993 till 1996 och återöppnades samma år som ett museum över Tysklands politiska historia.

## Konserthuset
Konserthuset är den nyaste av byggnaderna på Gendarmenmarkt. Det byggdes 1821 av Karl Friedrich Schinkel, som ett skådespelshus. Det byggdes på ruinerna av nationalteatern som brann ner 1817. Delar av byggnaden består av pelare och delar av de yttre väggarna av den förstörda nationalteatern. Liksom övriga byggnader på torget skadades byggnaden allvarligt under andra världskriget. Rekonstruktionen, som avslutades 1984, omvandlade huset från teater till konserthus. Idag är det hemmascen för Berlins symfoniska orkester.

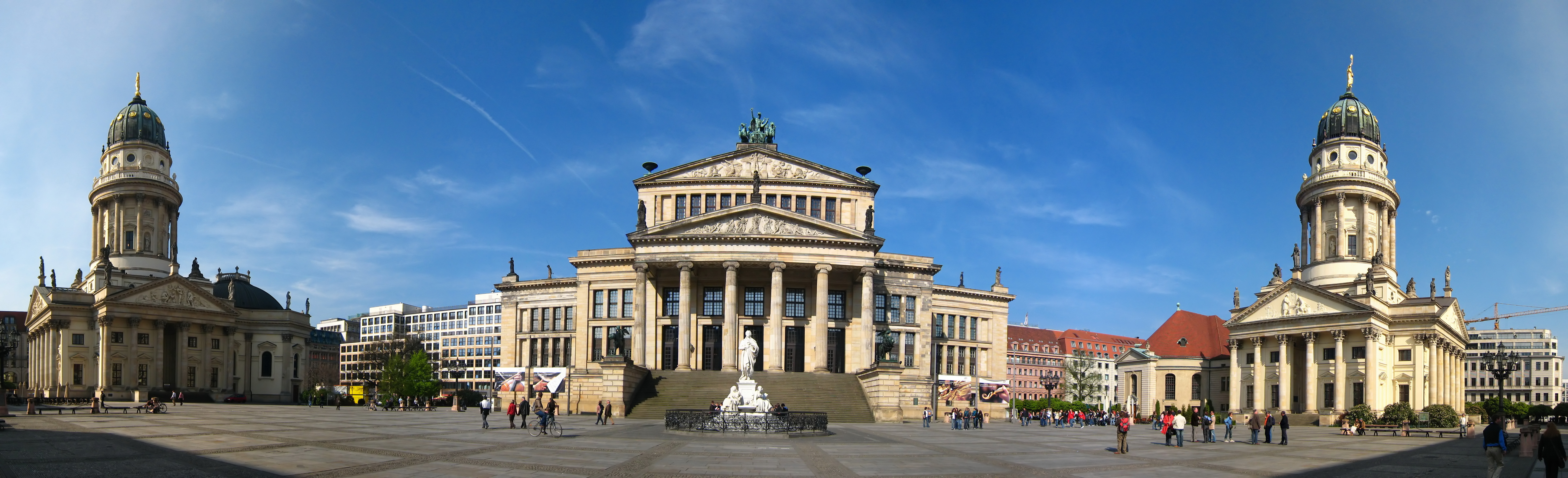
Gendarmenmarkt med Tyska kyrkan till vänster, Berlins konserthus i mitten och Franska kyrkan till höger.